# Dario Fo
Dario Fo (Sangiano, 24 maart 1926 – Milaan, 13 oktober 2016) was een Italiaans toneelregisseur, acteur en toneelschrijver. In 1997 werd hij onderscheiden met de Nobelprijs voor Literatuur.
Hij wordt wel de 'meest getalenteerde politieke clown van Europa' genoemd; een rebel, maar ook een cabaretier, een minstreel en bovenal een nar. Een nar, die zijn narrige boodschap in een lach verpakt.

## Leven en werk
Hij begon zijn theatercarrière met satirische revues voor kleine cabarets en vormde vervolgens met zijn vrouw Franca Rame de theatergroep Nuova Scena, die aanvankelijk onder auspiciën van de Italiaanse communistische partij opereerde. Ze voerden hun stukken op in een alledaagse arbeidersomgeving, zoals fabrieksloodsen, fabriekshallen, arbeidershuizen en vrouwenhuizen. Steeds deden ze dit voor het oog van duizenden arbeiders en mensen die onderaan de sociale ladder verkeerden. Hij nam het voor hen op, bemoedigde hen en liet hen via het theater de werkelijkheid beter begrijpen. Daarbij baseerde hij zich op de aloude commedia dell'arte, het geïmproviseerde theater dat eveneens naast komisch vermaak en potsenmakerij ook en vooral afrekende met de heersende klassen, de regenten en hoogwaardigheidsbekleders. In 1981 werd de Deense Sonningprijs aan hem toegekend.
In Nederland was hij zeer succesvol als regisseur van Rossini's Il barbiere di Siviglia bij De Nederlandse Opera. Deze enscenering uit het seizoen 1986-1987 ging driemaal in reprise, het laatst in 2000.
Veel bekende acteurs speelden werken van hem, onder wie Jan Decleir met onder meer de monoloog Het eerste mirakel van het kindeke Jezus. Hij stond aan de wieg van de Vlaamse theatergroep Internationale Nieuwe Scène.
Fo was ook politiek actief. Hij maakte de rechtse partij Forza Italia en de leider daarvan Silvio Berlusconi tot zijn mikpunt. Hij ambieerde een tweede carrière als burgemeester van Milaan. Hij wilde de stad "bevrijden" van burgemeester Gabriele Albertini en de smog terugdringen door Milaan voor een gedeelte autovrij te maken. Hij deed op 29 januari 2006 mee aan de voorverkiezingen van de centrumlinkse coalitie L'Unione, maar verloor met 23,4% van de stemmen van de ervaren bestuurder Bruno Ferrante. Die won met 67,5% maar haalde het bij de definitieve verkiezingen evenmin. Na 2010 speelde Fo een rol in de anti-establishmentpartij MoVimento 5 Stelle van Beppe Grillo.
In 1997 werd hij onderscheiden met de Nobelprijs voor Literatuur met de motivering "Dario Fo, die in navolging van middeleeuwse hofnarren de macht geselt en de waardigheid van de onderdrukten hoog houdt". Op de dag waarop opnieuw een toekenning van de Nobelprijs voor de Literatuur werd bekendgemaakt (aan Bob Dylan in 2016), overleed Fo in een ziekenhuis in Milaan, waar hij twaalf dagen eerder was opgenomen met longproblemen. Hij werd 90 jaar.

## Werken (selectie)

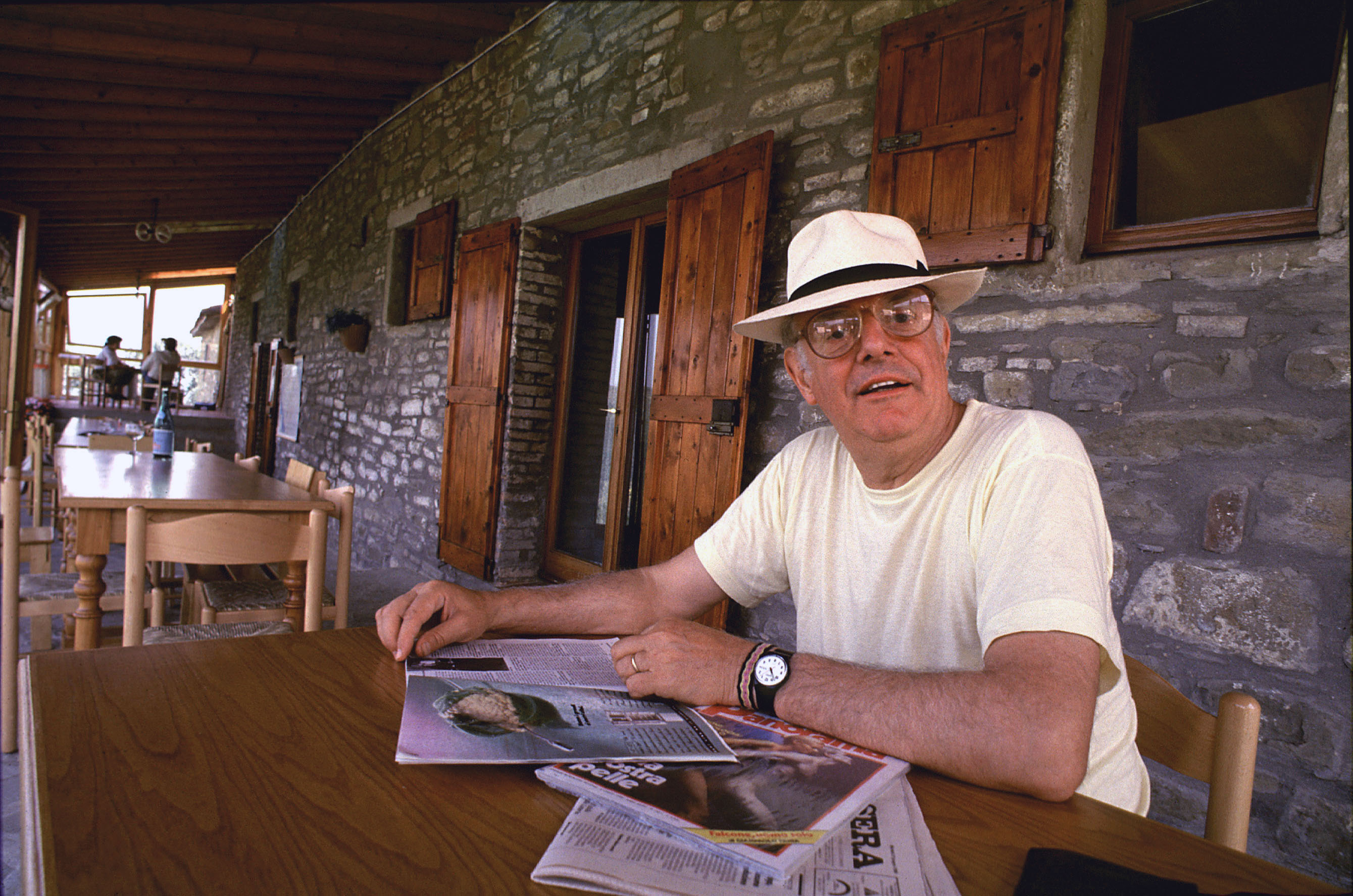
Dario Fo in 1988

Als toneelschrijver bereikte Fo zijn hoogtepunt in de jaren zeventig en tachtig met stukken als
- Grande pantomima con pupazzi piccoli e medi (Nederlandse vertaling: Ballade voor grote en kleine poppen), 1968
- Mistero Buffo (1969)
- Morte accidentale di un anarchico (De toevallige dood van een anarchist), 1970
- Non si paga, non si paga! (Betalen? Nee!), 1974
- La marijuana della mamma è la più bella (Mama's hasjies is de beste), 1976
- Het eerste mirakel van het kindeke Jezus uit Storia della tigre ed altre storie (De Tijger en andere verhalen), 1978

en de vrouwenmonologen (1977) - geschreven samen met zijn vrouw Franca Rame - als
- Een Vrouw Alleen
- Medea
- Het Ontwaken
- Mamma superfreak

## Noot
1. ↑  (en) Biografie van Fo op de Nobelprijs-website (1997). Gearchiveerd op 6 juli 2008.
2. ↑  Nobelprijswinnaar Dario Fo (90) overleden, De Standaard, 13 oktober 2016.

- Bibsys: 90082708
- Biblioteca Nacional de Chile: 000089705
- Biblioteca Nacional de España: XX1044272
- Bibliothèque nationale de France: cb119029882 (data)
- Catàleg d'autoritats de noms i títols de Catalunya: 981058512677306706
- CiNii: DA02618004
- Digitale Bibliotheek voor de Nederlandse Letteren: fo__001
- Gemeinsame Normdatei: 118534114
- International Standard Name Identifier: 0000 0001 2282 8165
- KulturNav: b33c7e98-2acc-4fdc-9e06-d5bd6826df53
- Library of Congress Control Number: n78093367
- Nationale Bibliotheek van Letland: 000344532
- MusicBrainz: 91cd8e8f-550d-4be3-87e0-2bceb7f6c691
- Bibliotheek van het Japanse parlement: 001185751
- Nationale Bibliotheek van Tsjechië: js20020325013
- Nationale bibliotheek van Australië: 35691444
- Nationale Bibliotheek van Israël: 987007261128305171
- Nationale Bibliotheek van Polen: a0000001183741
- Nationale en Universitaire bibliotheek Zagreb: 000050768
- Nederlandse Thesaurus van Auteursnamen: 068693990
- RKD-Nederlands Instituut voor Kunstgeschiedenis: 239887
- Istituto Centrale per il Catalogo Unico: CFIV021304
- LIBRIS: 187082
- SNAC: w6z90mtt
- Système universitaire de documentation: 026867729
- Trove: 1044520
- Virtual International Authority File: 89786165
- WorldCat: E39PBJgH8RHHyQHT3QYf7BxhpP

1901: Prudhomme ·
1902: Mommsen ·
1903: Bjørnson ·
1904: Mistral, Echegaray ·
1905: Sienkiewicz ·
1906: Carducci ·
1907: Kipling ·
1908: Eucken ·
1909: Lagerlöf ·
1910: Heyse ·
1911: Maeterlinck ·
1912: Hauptmann ·
1913: Tagore ·
1915: Rolland ·
1916: Heidenstam ·
1917: Gjellerup, Pontoppidan ·
1919: Spitteler ·
1920: Hamsun ·
1921: France ·
1922: Benavente ·
1923: Yeats ·
1924: Reymont ·
1925: Shaw ·
1926: Deledda ·
1927: Bergson ·
1928: Undset ·
1929: Mann ·
1930: Lewis ·
1931: Karlfeldt ·
1932: Galsworthy ·
1933: Boenin ·
1934: Pirandello ·
1936: O'Neill ·
1937: Gard ·
1938: Buck ·
1939: Sillanpää ·
1944: Jensen ·
1945: Mistral ·
1946: Hesse ·
1947: Gide ·
1948: Eliot ·
1949: Faulkner ·
1950: Russell ·
1951: Lagerkvist ·
1952: Mauriac ·
1953: Churchill ·
1954: Hemingway ·
1955: Laxness ·
1956: Jiménez ·
1957: Camus ·
1958: Pasternak ·
1959: Quasimodo ·
1960: Perse ·
1961: Andrić ·
1962: Steinbeck ·
1963: Seferis ·
1964: Sartre (geweigerd) ·
1965: Sjolochov ·
1966: Agnon, Sachs ·
1967: Asturias ·
1968: Kawabata ·
1969: Beckett ·
1970: Solzjenitsyn ·
1971: Neruda ·
1972: Böll ·
1973: White ·
1974: Johnson, Martinson ·
1975: Montale ·
1976: Bellow ·
1977: Aleixandre ·
1978: Singer ·
1979: Elýtis ·
1980: Miłosz ·
1981: Canetti ·
1982: García Márquez ·
1983: Golding ·
1984: Seifert ·
1985: Simon ·
1986: Soyinka ·
1987: Brodsky ·
1988: Mahfoez ·
1989: Cela ·
1990: Paz ·
1991: Gordimer ·
1992: Walcott ·
1993: Morrison ·
1994: Oë ·
1995: Heaney ·
1996: Szymborska ·
1997: Fo ·
1998: Saramago ·
1999: Grass ·
2000: Gao ·
2001: Naipaul ·
2002: Kertész ·
2003: Coetzee ·
2004: Jelinek ·
2005: Pinter ·
2006: Pamuk ·
2007: Lessing ·
2008: Le Clézio ·
2009: Müller ·
2010: Vargas Llosa ·
2011: Tranströmer ·
2012: Mo ·
2013: Munro ·
2014: Modiano ·
2015: Aleksijevitsj ·
2016: Dylan ·
2017: Ishiguro ·
2018: Tokarczuk ·
2019: Handke ·
2020: Glück ·
2021: Gurnah ·
2022: Ernaux ·
2023: Fosse ·
2024: Kang ·